# Horst Schlehofer
Horst Schlehofer (* 19. Januar 1955 in Bochum) ist ein deutscher Jurist und ordentlicher Professor an der Heinrich-Heine-Universität Düsseldorf.

## Leben
Im Jahr 1973 nahm Schlehofer an der Ruhr-Universität Bochum das Studium der Rechtswissenschaft auf. Für die Zeit des Zivildienstes unterbrach er es für 18 Monate und schloss es im Jahr 1980 mit dem ersten juristischen Staatsexamen ab. Er wurde dann wissenschaftlicher Mitarbeiter beim Lehrstuhl für Strafrecht, Strafprozessrecht und Allgemeine Rechtstheorie von Professor Rolf Dietrich Herzberg. Im Jahr 1984 promovierte er in Bochum mit einer Schrift über das Thema „Einwilligung und Einverständnis“. Auch während des folgendem Referendariats und darüber hinaus bis 1993 arbeitete er mit Herzberg zusammen. Im Sommersemester des Jahres 1991 erhielt Schlehofer dabei einen Lehrauftrag an der Universität Potsdam.
An der Universität Rostock vertrat er 1993/94 einen Lehrstuhl. Im Jahr 1994 habilitierte er an der Ruhr-Universität Bochum mit einer Arbeit zum Thema „Vorsatz und Tatabweichung“. Er wurde daraufhin zum Hochschuldozenten ernannt. Nachdem er an der Rheinischen Friedrich-Wilhelms-Universität Bonn, TU Dresden und Universität Potsdam Lehrstuhlvertretungen übernommen hatte, ist er seit 1996 Professor an der Heinrich-Heine-Universität Düsseldorf.
2002 bis 2004 war er der Prodekan der juristischen Fakultät, 2004 bis 2006 Dekan und seit April 1999 ist Schlehofer Studiendekan der juristischen Fakultät der Heinrich-Heine-Universität Düsseldorf. Er lehrt dort zum Strafrecht, Strafprozessrecht Jugendstrafrecht, Strafvollzugsrecht und zur Kriminologie. Forschungsschwerpunkte Professor Schlehofers sind der Allgemeine und der Besondere Teil des Strafrechts, die verfassungsrechtlichen Grundlagen des Strafprozessrechts und die Juristische Methodenlehre.

## Schriften (Auswahl)
- Einwilligung und Einverständnis. Heymann, Köln 1985, ISBN 3-452-20445-6.
- Mit Holm Putzke: Strafrecht Allgemeiner Teil. C.H. Beck, München 2012, ISBN 3-406-62817-6.
- Vorsatz und Tatabweichung. Heymann, Köln 1996, ISBN 3-452-23295-6.